# Oekaki
Oekaki è il termine usato dalla lingua giapponese per descrivere l'atto del disegnare: letteralmente significa "scarabocchio". Su internet, l'oekaki è un sistema di forum provvisto di un programma di disegno interno al server, che consente ai partecipanti di postare i propri lavori non solo sul forum originario ma anche sulla propria pagina personale o su gallerie di immagini.
L'interfaccia dell'oekaki è una applet Java semplice da gestire, ma che fornisce un sufficiente numero di funzioni per realizzare immagini dall'aspetto professionale. L'immagine che risulta è solitamente larga qualche centinaio di pixel. Tra le applet più usate e comuni vi sono OekakiBBS, PaintBBS e Shipainter; gli artisti possono interfacciarsi a questi programmi per mezzo del mouse, di una tavoletta grafica o del touch screen.
Se il forum e l'applet lo permettono, l'artista può adottare una funzione che mostra come l'immagine venga realizzata passo dopo passo. Alcuni oekaki includono una funzione che permette di salvare il proprio lavoro e continuare a lavorarci in un secondo momento: alcuni di essi mantengono i layer separati dell'immagine solo nel caso in cui essa sia salvata come un'animazione.
Gli oekaki sono molto popolari all'interno della sottocultura degli appassionati di anime, poiché consentono la creazione di comunità basate sulle fanart e la possibilità di ricevere e dare critiche e complimenti.
Tra i forum oekaki più celebri vi sono Oekaki Central e OekakiBBS.com, quest'ultimo consente di creare il proprio forum oekaki personale ma è riservato a un'utenza che conosca il giapponese.

## Applet
OekakiBBS è stata la prima applet, ideata da "Poo" di oekakibbs.com. Rispetto alle applet recenti ha palette più piccole e un minor numero di colori, può supportare l'uso di layer multipli, maschere e il salvataggio delle animazioni. Questa applet è da ritenersi sorpassata dato che è compatibile solo con la Java Virtual Machine di Microsoft e non con quella della Sun.
Paint BBS è stata ideata da Shi-chan e consente l'utilizzo di layer e un sistema di maschere. Ha inoltre un buon numero di palette differenti che consentono vari effetti. L'ultima versione del programma è in grado di riconoscere se il computer dell'utente è impostato sul linguaggio giapponese o inglese, e mostra sull'interfaccia la lingua di conseguenza.
Shi-chan ha sviluppato anche Shi-Painter e Shi-Painter Pro, le quali stanno aumentando in popolarità ma non sono ancora diffuse poiché il software che usano per interfacciarsi con i forum è obsoleto.
Vi sono anche altre applet come PictureBBS e BBSPainter, ma sono poco conosciute. Lascaux Sketch, l'applet di 2draw, non è distribuita pubblicamente ma è probabilmente l'applet per oekaki più potente. Oekaki Poteto era uno script per realizzare oekaki ma non viene più aggiornato; tuttavia il Wacintaki Poteto, basato su di esso, permette la conversione dei vecchi forum basati su Oekaki Poteto.